# Emiliano Buendía
Emiliano Buendía Stati (Mar del Plata, 25 de dezembro de 1996) é um futebolista profissional argentino que atua como ponta-direita ou meia ofensivo. Atualmente joga no Aston Villa. Também representa a Seleção Argentina.
Buendía começou a sua carreira profissional no Getafe, onde esteve 4 anos, incluindo um período de empréstimo ao Cultural Leonesa. Em 2018, mudou-se para Inglaterra, assinando pelo Norwich City. Em 2021, transferiu-se para o Aston Villa.

## Carreira
Infância e Início de Carreira
Nascido em Mar del Plata, Argentina, Buendía começou a jogar no seu clube local, Cadetes de San Martín, com 5 anos de idade.  Em 2008, com 11 anos, foi recrutado pela academia do Real Madrid, mudando-se para Espanha.

### Getafe
Em 2010, com 13 anos, Buendía trocou a formação do Real Madrid pela do Getafe. A 30 de março de 2014, com 17 anos, fez a sua estreia sénior pelo Getafe B, numa vitória por 2–1 em casa do Puerta Bonita, na Segunda División B. Emiliano marcou o seu primeiro golo a 13 de abril, numa vitória por 2–0 no terreno do Peña Sport.
No início da temporada 2014–15, Buendía integrava ainda a equipa B, atuando na 3ª divisão espanhola, pela qual se destacou ao bisar numa vitória caseira por 3–0 sobre o Fuenlabrada. A 5 de dezembro de 2014, fez a sua estreia pela equipa principal do Getafe, entrando como substituto de Ángel Lafita numa vitória em casa por 3–0 sobre o Eibar, na Copa del Rey.
A 1 de fevereiro de 2015, Buendía fez a sua estreia na La Liga, entrando como substituto nos últimos minutos de uma derrota por 1–0 em casa do Almería. A 27 de setembro, marcou o seu primeiro golo na competição, numa vitória caseira por 3–0 sobre o Levante.[carece de fontes?]
A 5 de julho de 2016, embora o Getafe tivesse sido despromovido à La Liga 2 no final da temporada 2015–16, Buendía renovou por 5 anos com o clube. A 27 de julho de 2017, foi emprestado a clube da 2ª divisão, o Cultural Leonesa, até ao final da época.

### Norwich City

#### 2018–2020

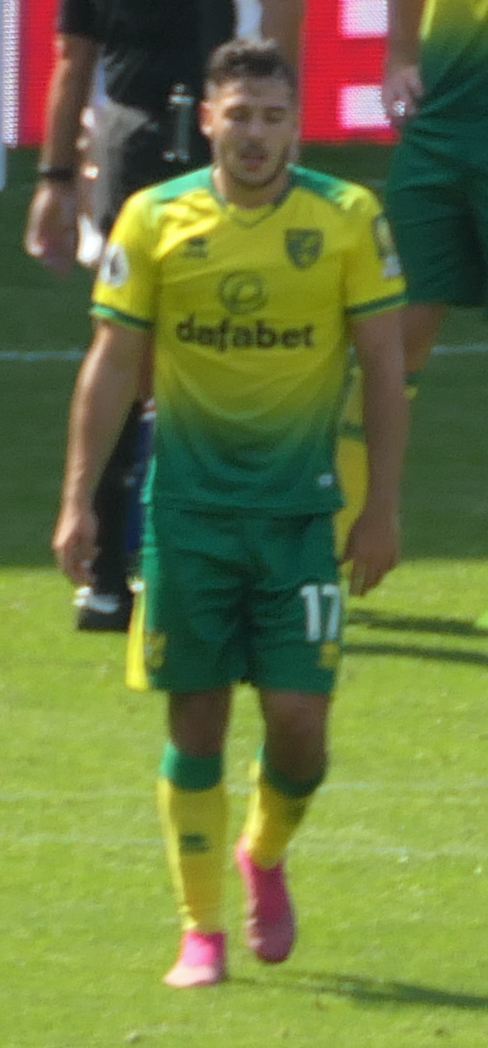
Buendía a jogar pelo Norwich, 2019

A 8 de junho de 2018, Buendía assinou um contrato de 4 anos com o Norwich City, do Championship. A 27 de outubro, marcou o seu primeiro golo pelo clube, numa vitória por 1–0 sobre o Brentford. Durante a temporada 2018–19, tornou-se uma peça fundamental do ataque dos Canaries, contribuindo com 7 golos no Championship, que ajudaram o Norwich a vencer o campeonato e garantir a promoção à Premier League. Emiliano ficou em 3º lugar na votação dos adeptos do Norwich para Jogador da Temporada do clube. 
A 8 de julho de 2019, Buendía renovou contrato pelo Norwich até junho de 2024. No mês de dezembro de 2019, Emiliano criou 29 oportunidades de golos para os seus colegas de equipa - um recorde da Premier League desde 2003–04, época em que se começou a contabilizar tal estatística.
A 7 de julho de 2020, Buendía marcou o seu primeiro golo na Premier League, numa derrota por 2–1 em casa do Watford. Na jornada seguinte, os Canaries perderam com o West Ham, confirmando a despromoção de volta ao Championship, apenas 1 temporada após a subida à Premier.

#### 2020–21
A 6 de abril de 2021, Buendía fez 1 golo e 3 assistências numa vitória por 7–0 sobre o Huddersfield Town. A 17 de abril, o Norwich garantiu a promoção automática de volta à Premier League. A 1 de maio, garantiu a conquista do Championship, após uma vitória por 4–1 sobre o Reading.
A 29 de abril, após ter somado 15 golos e 16 assistências na temporada 2020–21, Buendía foi eleito Jogador da Temporada do Championship. Além disso, tornou-se apenas o 4º jogador nascido fora das Ilhas Britânicas a conquistar o prémio de Jogador da Temporada do Norwich.

### Aston Villa
A 7 de junho de 2021, o Aston Villa, também da Premier League, anunciou um acordo para a contratação de Buendía, que se juntaria ao clube quando regressasse de jogos internacionais pela Argentina. A transferência foi oficializada a 10 de junho, por cerca de 33 milhões de libras, podendo atingir 38 milhões de libras mediante cumprimento de objetivos. O negócio correspondeu, simultaneamente, à mais cara contratação da história do Villa e à maior venda alguma vez efetuada pelo Norwich City.
A 14 de agosto de 2021, Buendía fez a sua estreia pelo Aston Villa, numa derrota por 3–2 em casa do Watford, na 1ª jornada da Premier League 2021–22. A 28 de agosto, marcou o seu primeiro golo pelo Villa, num empate em casa por 1 1Efrente ao Brentford

## Carreira Internacional
A 16 de setembro de 2014, Buendía foi convocado pela Seleção Espanhola Sub-19.
A 29 de abril de 2015, foi convocado pela Seleção Argentina Sub-20 para o Mundial Sub–20 de 2015.
Em maio de 2021, Buendía foi pela primeira vez convocado pela Seleção principal da Argentina. A 1 de fevereiro de 2022, fez a sua estreia internacional sénior, numa vitória caseira por 1–0 sobre a Colômbia.

## Estatísticas de Carreira

### Clube
- Atualizado até 28 de maio de 2023[40]

| Clube                   | Temporada         | Campeonato         | Campeonato | Campeonato | Taça  | Taça  | Taça da Liga | Taça da Liga | Total | Total |
| Clube                   | Temporada         | Divisão            | Jogos      | Golos      | Jogos | Golos | Jogos        | Golos        | Jogos | Golos |
| ----------------------- | ----------------- | ------------------ | ---------- | ---------- | ----- | ----- | ------------ | ------------ | ----- | ----- |
| Getafe B                | 2013–14           | Segunda División B | 5          | 2          | —     | —     | —            | —            | 5     | 2     |
| Getafe B                | 2014–15           | Segunda División B | 26         | 5          | —     | —     | —            | —            | 26    | 5     |
| Getafe B                | 2015–16           | Segunda División B | 3          | 0          | —     | —     | —            | —            | 3     | 0     |
| Getafe B                | Total             | Total              | 34         | 7          | —     | —     | —            | —            | 34    | 7     |
| Getafe                  | 2014–15           | La Liga            | 6          | 0          | 5     | 0     | —            | —            | 11    | 0     |
| Getafe                  | 2015–16           | La Liga            | 17         | 1          | 0     | 0     | —            | —            | 18    | 1     |
| Getafe                  | 2016–17           | Segunda División   | 12         | 2          | 0     | 0     | —            | —            | 13    | 2     |
| Getafe                  | Total             | Total              | 35         | 3          | 5     | 0     | —            | —            | 40    | 3     |
| Cultural Leonesa (emp.) | 2017–18           | Segunda División   | 40         | 6          | 2     | 1     | —            | —            | 42    | 7     |
| Norwich City            | 2018–19           | Championship       | 38         | 8          | 0     | 0     | 3            | 0            | 41    | 8     |
| Norwich City            | 2019–20           | Premier League     | 36         | 1          | 2     | 0     | 1            | 0            | 39    | 1     |
| Norwich City            | 2020–21           | Championship       | 39         | 15         | 2     | 0     | 0            | 0            | 41    | 15    |
| Norwich City            | Total             | Total              | 113        | 24         | 4     | 0     | 4            | 0            | 121   | 24    |
| Aston Villa             | 2021–22           | Premier League     | 35         | 4          | 1     | 0     | 1            | 0            | 37    | 4     |
| Aston Villa             | 2022–23           | Premier League     | 38         | 5          | 1     | 0     | 2            | 0            | 41    | 5     |
| Aston Villa             | Total             | Total              | 73         | 9          | 2     | 0     | 3            | 0            | 78    | 9     |
| Total de Carreira       | Total de Carreira | Total de Carreira  | 295        | 49         | 13    | 1     | 7            | 0            | 315   | 50    |

1. ↑  Inclui Copa del Rey e FA Cup
2. ↑  Inclui EFL Cup

### Internacional
- Atualizado até 1 de fevereiro de 2022[41]

| Seleção   | Ano   | Jogos | Golos |
| --------- | ----- | ----- | ----- |
| Argentina | 2022  | 1     | 0     |
| Total     | Total | 1     | 0     |

## Títulos
Getafe
- Play-offs da Segunda División: 2017[42]

Norwich City
- Championship: 2018–19,[43] 2020–21[44]

Individual
- Jogador da Temporada do Championship: 2020–21[45]
- Equipa do Ano da PFA: Championship 2020–21[44][46]
- Equipa da Temporada do Champiosnhip: 2020–21[47]
- Jogador da Temporada do Norwich City: 2020–21[27]